# Distretto di Košice II
Il distretto di Košice II è un distretto della regione di Košice, nella Slovacchia orientale, facente parte della città di Košice, divisa in 4 distretti.

## Geografia antropica

### Suddivisioni amministrative
Il distretto è suddiviso in 8 quartieri, aventi autonomia amministrativa a livello di comune:
- Lorinčík
- Luník IX
- Myslava
- Pereš
- Poľov
- Sídlisko KVP
- Šaca
- Západ